# Championnat de Suède de hockey sur glace 1976-1977
Saison précédente Saison suivante
La saison 1976-1977 est la deuxième saison du championnat de Suède de hockey sur glace sous le nom d'Elitserien. La saison régulière a débuté le 10 octobre 1976 et s'est conclue le 10 mars 1977.

## Elitserien

### Saison régulière

#### Classement
| Place | Équipe             | PJ | V  | N | D  | BP  | BC  | Pts |
| ----- | ------------------ | -- | -- | - | -- | --- | --- | --- |
| 1er   | Brynäs IF          | 36 | 25 | 5 | 6  | 206 | 110 | 55  |
| 2e    | Färjestads BK      | 36 | 24 | 4 | 8  | 181 | 122 | 52  |
| 3e    | Leksands IF        | 36 | 22 | 4 | 10 | 198 | 150 | 48  |
| 4e    | MODO AIK           | 36 | 19 | 3 | 14 | 155 | 140 | 41  |
| 5e    | AIK Solna          | 36 | 17 | 4 | 15 | 147 | 126 | 38  |
| 6e    | Skellefteå AIK     | 36 | 14 | 7 | 15 | 137 | 146 | 35  |
| 7e    | Södertälje SK      | 36 | 12 | 7 | 17 | 141 | 173 | 31  |
| 8e    | Västra Frölunda IF | 36 | 12 | 5 | 19 | 150 | 174 | 29  |
| 9e    | Örebro IK          | 36 | 7  | 2 | 27 | 126 | 205 | 16  |
| 10e   | IF Björklöven      | 36 | 6  | 3 | 27 | 106 | 201 | 15  |